# La ballerina
La ballerina (Die Tänzerin), o Ritratto di Ria Munk II, è un dipinto a olio su tela realizzato da Gustav Klimt tra il 1916 e il 1918. È il secondo dei tre ritratti commemorativi di Maria Munk detta “Ria”  dipinti dall’artista viennese.

## Descrizione
Nel 1913, Aranka Munk, madre di Ria diede a Klimt delle fotografie di sua figlia per la realizzazione di un secondo dipinto, che avrebbe racchiuso la bellezza e la gioia di vivere della defunta. Tuttavia, anche quest'opera venne rifiutata dalla signora Munk, che non riscontrò somiglianze con la figlia neanche in questa tela.
Il dipinto risulta molto sensuale raffigura un ritratto a seno nudo di una ballerina, che potrebbe essere stata Johanna Jusl, ballerina della Hofoper di Vienna e modella di Klimt. La donna appare in piedi in una posa completamente frontale, con la testa timidamente girata sulla sinistra, guance pittate di rosa ed occhi orizzontalmente allungati le conferiscono un aspetto orientale. Una delicata sfumatura di azzurro chiaro sul suo viso e sul collo alludono ad un elemento spettrale. L'abito da lei indossato, a motivi geometrici circolari molto colorati e sgargianti, è aperto fino alla vita esponendo il suo petto nudo, parte del corpo su cui Ria Munk puntó e si diede la morte mediante arma da fuoco; nonostante ciò l'immagine assume grande atmosfera erotica. Sotto l'orlo dell'abito si possono intravedere dei pantaloni neri con bordino di pizzo sotto il quale sono visibili le sue gambe tornite con calze bianche e scarpe con i tacchi alti e dei nastri di seta. Il vestito fa un tutt'uno con lo sfondo, diviso quest'ultimo in due dalla ragazza. Alla sua sinistra si trova un tavolino su cui c'è un vaso di papaveri e sulla parte più alta delle figure orientali ritratte su uno sfondo verde. Sulla destra, invece, si trova un'enorme bouquet di fiori su uno sfondo arancione.
L'atmosfera particolarmente esotica di quest'opera è dovuta alla grande passione klimtiana per l'orientalismo e per i manufatti dell'Estremo Oriente, nonché per le stampe xilografiche giapponesi, egli possedeva anche una vasta collezione di kimono, uno splendido yoroi e una serie di squisiti costumi cinesi. Nel libro Klimt di Frank Whitford del 1990, si racconta della testimonianza di Schiele nel descrivere lo studio del suo maestro invaso da sfolgoranti oggetti orientali.